# Santo Versace
Santo Versace (ur. 16 grudnia 1944 w Reggio di Calabria) – włoski przedsiębiorca, prezes i jeden z dwóch CEO spółki prowadzącej dom mody Versace, poseł do Izby Deputowanych XVI kadencji.

## Życiorys
W 1968 ukończył studia ekonomiczne na Università degli Studi di Messina. Początkowo pracował w bankowości. W połowie lat 70. przeniósł się do Mediolanu, aby wesprzeć swojego brata Gianniego w tworzeniu nowej firmy – Versace. Obejmował funkcje prezesa i jednego z dwóch CEO, uznawany za współtwórcę sukcesów branżowych firmy, zwłaszcza zapewnienia stabilności finansowej. Jednocześnie utworzył własne przedsiębiorstwo zajmujące się księgowością.
W wyborach w 2008 uzyskał mandat poselski do Izby Deputowanych XVI kadencji, który wykonywał do 2013. Został wybrany z ramienia Ludu Wolności, od 2011 do 2012 działał w Sojuszu dla Włoch, kadencję kończył jako poseł niezrzeszony.